# Ambastaia
Ambastaia – rodzaj słodkowodnych ryb karpiokształtnych z rodziny Botiidae.

## Występowanie
Azja Południowo-Wschodnia.

## Klasyfikacja
Gatunki zaliczane do tego rodzaju:
- Ambastaia nigrolineata
- Ambastaia sidthimunki – bocja karłowata[2]